# Eudaemoneura
Eudaemoneura is een geslacht van vlinders van de familie Stathmopodidae.

## Soorten
- E. haematosema Diakonoff, 1955
- E. lecithochra Diakonoff, 1948
- E. woodiella (Curtis, 1830)